# Nadine Heselhaus
Nadine Heselhaus (* 12. Oktober 1978 in Solingen) ist eine deutsche Verwaltungsbeamte und Politikerin (SPD). Seit 2021 ist sie Mitglied des Deutschen Bundestages und dort für ihre Fraktion Sprecherin für Verbraucherschutz.

## Ausbildung und Beruf
Heselhaus wuchs als Tochter einer Slowenin in Düsseldorf auf und machte 1997 das Abitur am Leibniz-Gymnasium in Düsseldorf. Danach besuchte sie ein Jahr lang die Handelsschule in Düsseldorf. 1998 begann sie den Vorbereitungsdienst für den gehobenen nicht-technischen Verwaltungsdienst bei der Stadtverwaltung Düsseldorf. 2001 erhielt sie ihren Abschluss als Diplom-Verwaltungswirtin an der Fachhochschule für öffentliche Verwaltung in Duisburg.
Bis 2014 war sie in der Kämmerei der Stadtverwaltung Düsseldorf tätig. Bis 2016 war sie zunächst Mitarbeiterin, danach Leitung der Organisationseinheit Kämmerei/Steueramt der Gemeinde Rommerskirchen. Bis 2018 war sie Fallmanagerin im Jobcenter Gladbeck. Von 2018 bis 2021 prüfte sie kommunale Finanzen bei der Gemeindeprüfungsanstalt Nordrhein-Westfalen.

## Politische Tätigkeiten
Ab 2007 war sie bei den Jusos in Köln aktiv. Von 2012 bis 2016 war sie Mitglied im Stadtverbandsvorstand Grevenbroich. Zudem war sie von 2013 bis 2016 Vorsitzende des Ortsvereins Grevenbroich-Nord. Von 2014 bis Ende 2015 war sie Stadtratsmitglied in Grevenbroich. Von 2015 bis 2016 war sie Mitglied im Vorstand der AG Migration und Vielfalt der SPD im Rhein-Kreis Neuss. Seit 2018 ist sie Mitglied im Vorstand des Ortsvereins Raesfeld. Im Jahr darauf wurde sie Mitglied im Vorstand der Arbeitsgemeinschaft Sozialdemokratischer Frauen des Kreises Borken und Kreistagsabgeordnete in Borken. Seit 2021 ist sie Mitglied im Landesvorstand der SPD Nordrhein-Westfalen.

Lage des Wahlkreises Borken II in Nordrhein-Westfalen

Bei der Bundestagswahl 2021 erreichte sie mit 25,4 % der Erststimmen den zweiten Platz hinter der CDU-Kandidatin Anne König (43,7 % der Erststimmen) im Wahlkreis 126 - Borken II.  In den 20. Deutschen Bundestag zog sie über den zehnten Platz der Landesliste ihrer Partei in Nordrhein-Westfalen ein.
Im 20. Bundestag ist Heselhaus Mitglied im Ausschuss für Umwelt, Naturschutz, nukleare Sicherheit und Verbraucherschutz und im Finanzausschuss. Außerdem ist sie Mitglied im Unterausschuss Bürgerschaftliches Engagement des Familien-Ausschusses. Für die SPD-Bundestagsfraktion ist Heselhaus stellvertretende Sprecherin der AG für Umwelt, Naturschutz, nukleare Sicherheit und Verbraucherschutz.
Bei der vorgezogenen Bundestagswahl 2025 unterlag sie erneut Anne König von der CDU (47,9 %) mit insgesamt einem Erststimmenanteil von 19,6 %. Durch eine Platzierung auf dem sechsten Rang der Landesliste der SPD Nordrhein-Westfalen zog sie erneut in den Bundestag ein.

## Mitgliedschaften
Heselhaus ist unter anderem Mitglied bei der AWO, bei ver.di, beim Deutschen Roten Kreuz, bei Amnesty International und bei der Lebenshilfe Borken. Zudem ist sie Mitglied der überparteilichen Europa-Union Deutschland, die sich für ein föderales Europa und den europäischen Einigungsprozess einsetzt.

## Persönliches
Heselhaus ist Mutter von drei Töchtern und einem Sohn.